# 용암중학교 (경북)
용암중학교(龍岩中學校)는 대한민국 경상북도 성주군 용암면 본리리에 있는 공립 중학교이다.

## 학교 연혁
- 1954년 5월 17일 : 용암중학교 설립 인가
- 1954년 6월 7일 : 개교식 거행
- 1977년 1월 30일 : 12학급 학칙 변경 인가
- 1986년 10월 1일 : 본관 2층 6개 교실 준공
- 1998년 3월 2일 : 전학년 급식 실시
- 2005년 11월 12일 : 학교도서관 현대화
- 2008년 10월 21일 : 경상북도교육청지정 인성교육시범학교 보고회 개최
- 2013년 11월 19일 : 교훈비, 권학비 건립
- 2016년 3월 1일 : 경상북도교육청 명품학교 선정
- 2024년 1월 5일 : 제70회 졸업식(2명) (누계 4,490명)
- 2024년 3월 1일 : 제30대 김유정 교장 취임

## 참고 자료
- 용암중학교 - 한국교육학술정보원 학교알리미